# Dicellandra descoingsii
Dicellandra descoingsii är en tvåhjärtbladig växtart som beskrevs av Jacq.-fel.. Dicellandra descoingsii ingår i släktet Dicellandra och familjen Melastomataceae. Inga underarter finns listade i Catalogue of Life.